# Gozd, Ajdovščina
Gozd este o localitate din comuna Ajdovščina, Slovenia, cu o populație de 127 de locuitori.